# Paternoster (ascenseur)
Pour les articles homonymes, voir Pater noster.

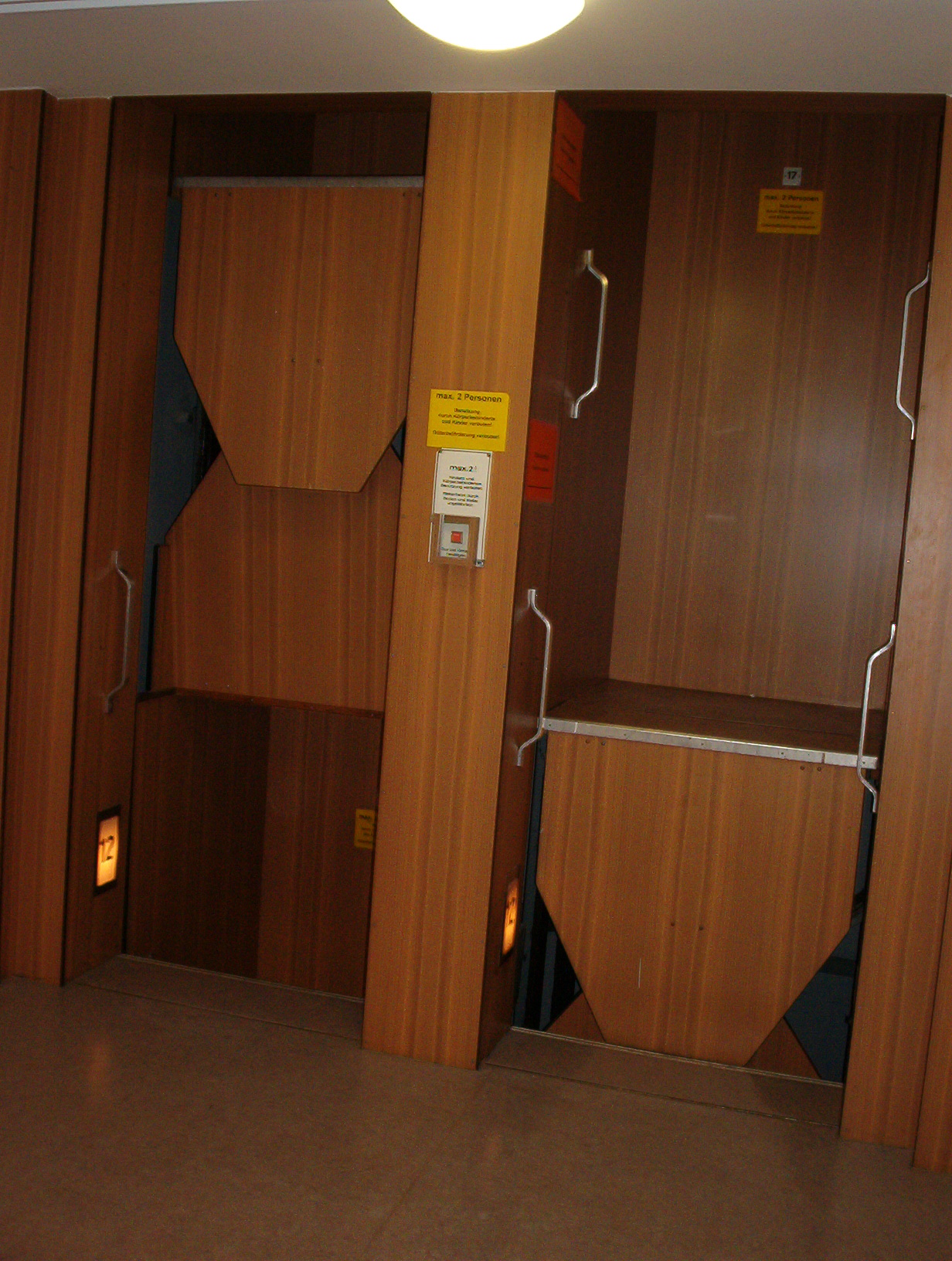
Un paternoster dans les bâtiments de la Stasi de Normannenstraße, à Berlin, utilisé au moins jusqu'en 2004.

Un paternoster est un ascenseur continu. Il se compose d'une chaîne de cabines ouvertes dans lesquelles les passagers montent ou descendent sans que l'ascenseur s'arrête. Une fois arrivée en haut de la chaîne, chaque cabine redescend jusqu'en bas pour reprendre son ascension, sans fin dans un mouvement assez lent.
Le nom paternoster vient de la prière le Notre Père qui s'effectue sur un chapelet. C'est l'analogie avec le chapelet qui a donné le nom.

## Utilisation

### Origine
Le paternoster a été inventé au Royaume-Uni. C'est en 1868 que l'architecte anglais Peter Ellis (en) a installé le premier ascenseur de ce type à Liverpool dans le bâtiment Oriel Chambers (en), construit en 1864. C'est l'ingénieur britannique Peter Hart qui en a obtenu le brevet en 1877. 
Cette technique s'est ensuite répandue dans toute l'Europe et plus particulièrement en Europe centrale. Son succès était dû à l'origine au fait qu'il transporte plus de personnes qu'un ascenseur classique sur un laps de temps équivalent.

### Le déclin
Ces ascenseurs tendent à disparaître pour plusieurs raisons :
- La vitesse des paternoster est limitée, chaque cabine ne peut pas transporter plus de deux personnes à la fois et le système ne peut être installé que dans des immeubles de hauteur limitée. Les paternoster ont donc perdu leur avantage lorsque les ascenseurs classiques – avec une capacité de charge et une vitesse plus importante et pouvant fonctionner dans des gratte-ciels – sont arrivés sur le marché.
- Le risque d'accident est élevé ; trente fois supérieur par rapport aux ascenseurs classiques. Les paternoster encore aujourd'hui en fonction sont généralement dotés d'une sécurité qui interrompt immédiatement le système si le corps d'un usager dépasse le cadre d'entrée de la cabine au moment où la cabine change d'étage. Néanmoins, la montée ou la descente de la cabine restent des moments critiques car l'usager peut chuter et se fracturer la jambe ou bien se cogner la tête s'il descend ou monte de façon mal synchronisée. Les roues du système du paternoster sont également visibles à l'arrière de la cabine lorsque la cabine arrive aux extrémités de la chaîne ; un enfant peut donc se blesser s'il y introduit ses doigts.
- Pour la raison précédente, les paternoster sont inadaptés et interdits aux personnes à mobilité réduite ou aux enfants, qui sont les plus à même de subir un accident grave voire mortel[3].

### En Allemagne
En Allemagne, des paternosters sont toujours en service à la mairie de Schöneberg à Berlin (2016), où ils sont surnommés par les Berlinois « Proletenbagger » (pelleteuse à prolos), les ascenseurs classiques étant réservés au personnel supérieur dans la hiérarchie. Un autre paternoster se trouve à l'ancien hôtel de ville technique de Munich.
Ils sont toujours en usage au siège du groupe de presse Axel Springer à Berlin. 
À Francfort-sur-le-Main on trouve plusieurs paternosters dans le IG-Farbenhaus, un bâtiment qui accueille désormais l'Université Goethe. Ils sont hors service, hormis celui qui permet d'accéder à la bibliothèque. Dans l'hôtel Fleming Eschenheimer Tor se trouve également un paternoster qui permet de rejoindre, de la réception, le restaurant situé à l'étage le plus élevé. 
Un autre paternoster fonctionne toujours à l'hôtel de ville de Kiel.
Il y en a également un qui est fonctionnel, après révision complète en 2024, à l'hôtel de ville de Leipzig. https://www.leipzig.de/newsarchiv/news/paternoster-im-neuen-rathaus-wieder-in-betrieb
Il resterait environ 231 équipements fonctionnels en Allemagne, en 2015.
Selon un expert allemand de l'Association des contrôleurs techniques (VDTÜV) à Berlin, jusqu'en 2002, il y avait avec ce type d'ascenseur un accident mortel par an, avec un risque d'accident trente fois plus élevé que dans un ascenseur moderne. Ces anciens ascenseurs sont mis de plus en plus hors service, dans les bâtiments recevant du public. De plus, dans les constructions neuves, ils sont interdits depuis 1974 pour des raisons de sécurité. Jusqu'en 2004, les installations restantes devaient être mises hors service. Un passage dans le traité d'unification (Einigungsvertrag) entre l'Est et l'Ouest empêche actuellement le démantèlement complet des installations. 
Cependant, de nombreux nostalgiques résistent à l'abolition définitive : en Bavière, ils ont même créé une association pour sauver le dernier paternoster : ce sont de vieux vestiges de la technologie. Ils devraient être définitivement préservés.

### En Autriche

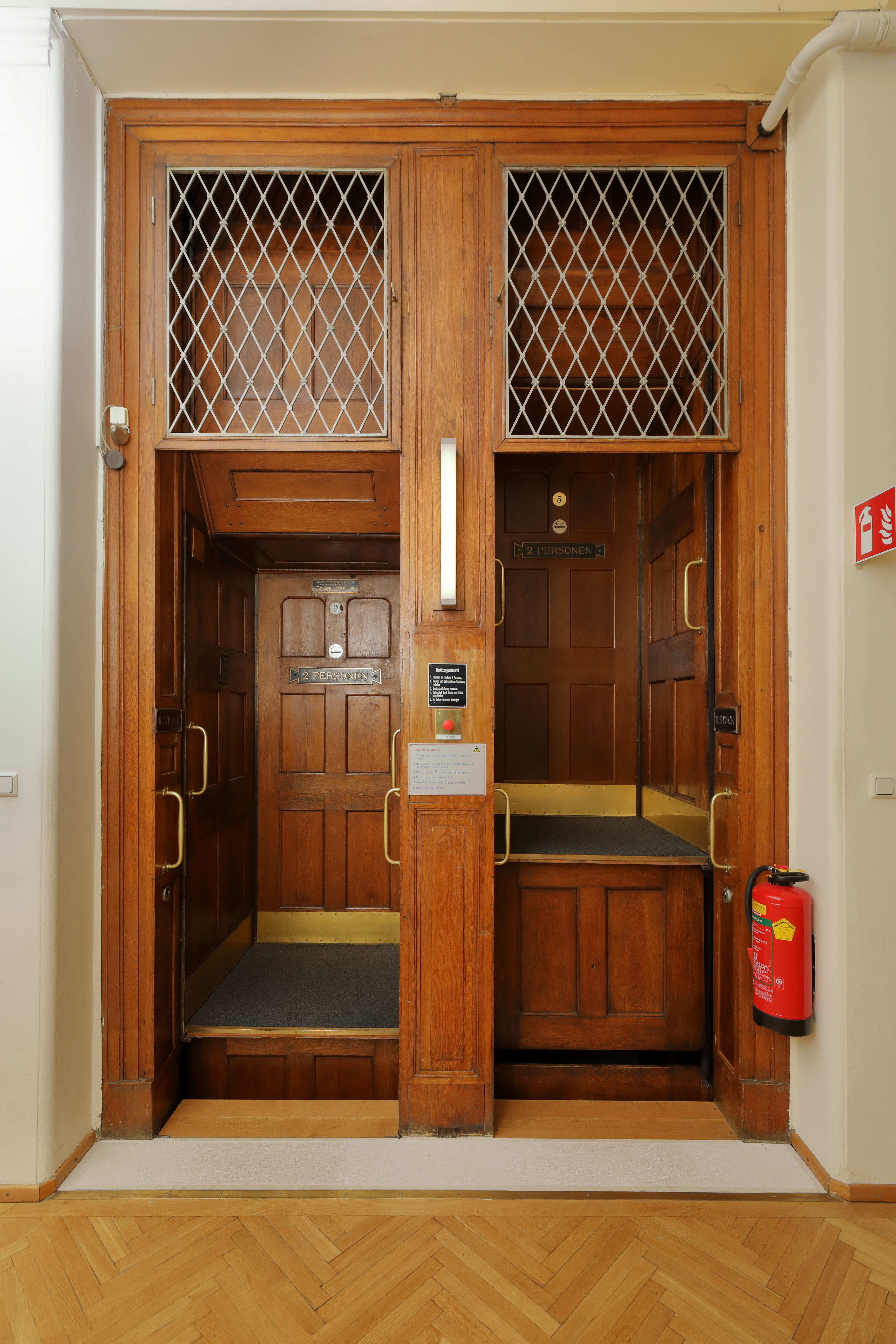
Paternoster de la Maison de l'Industrie à Vienne, installé en 1911, par la société Anton Freissler.

Un paternoster de service se trouve dans le palais de l'archiduc Louis-Victor, sur la Schwarzenbergplatz (de) à Vienne. Il a été construit en 1905 par la société Anton Freissler (de) et a été inauguré par l'empereur François-Joseph, en 1911. Un paternoster toujours fonctionnel se trouve dans l'édifice abritant la mairie et la bibliothèque de l’université de Vienne. Sept autres ascenseurs sont actuellement en service à Vienne : dans le centre de calcul fédéral à Vienne-Landstraße, dans l'immeuble de bureaux de la compagnie d'assurances pour chemins de fer et mines à Mariahilf et dans l'ancien bâtiment de gestion de la Wienstrom GmbH (de) à Alsergrund, dans le Wiener Städtische Versicherung et dans le Trattner[Quoi ?] dans le centre-ville. 
Dans la Maison de l'Industrie à Vienne, le paternoster électrique, construit en 1911 par la société Anton Freissler, est probablement le plus ancien équipement encore en service dans le monde. Il fonctionne tous les jours de 7 h à 19 h. Pour des raisons de sécurité, il ne fonctionne pas la nuit et lors de grands événements. Les personnes handicapées, ainsi que les enfants non accompagnés, ne sont pas autorisés à l'utiliser. Le transport de marchandises est aussi interdit. Aucune fin de vie de l'équipement n'est prévue. Bien qu’il n’y ait pas eu d’accident avec celui-ci, le responsable technique discute avec des sociétés d’ascenseurs afin d’accroître la sécurité de la machine historique. Déjà, il y a un bouton « arrêt d'urgence » et des barrières lumineuses à chaque étage. Il est révisé tous les mois et tous les cinq ans, une vérification des fissures et des fractures est effectuée par ultrasons. Le responsable technique tente de maintenir l'ascenseur en état de marche aussi longtemps que possible. 
Cependant, en Autriche, malgré la popularité des ascenseurs historiques, ils sont de plus en plus mis hors service pour des raisons de sécurité, et dans les constructions neuves ils sont interdits depuis 1960.

### Autres pays
En Europe centrale, il y a une tendance à conserver les paternosters en tant que monuments historiques. On en trouve à Prague dans le bâtiment de la maison de la radio, ainsi que dans l'immeuble Lucerna, le bâtiment des facultés de génie mécanique et de génie électrique de l'université technique de Prague, au siège de la banque Komerční banka (KB), et au ministère de l'Industrie. 
Au siège de la société Danfoss (Danemark), alors que tout l'accueil du bâtiment a été rénové en y intégrant les technologies les plus modernes, il a été choisi de conserver les paternosters pour leur aspect pratique.
En Belgique un des derniers paternosters en service fut celui du bâtiment de la Régie des télégraphes et téléphones, rue des Palais à Bruxelles.
Un paternoster existe à la Maison du Parlement flamand (nl), Rue de la Presse (Bruxelles) (d) , à Bruxelles. Il n'est plus accessible au public et fonctionne quotidiennement en démonstration alors que ses cabines sont garnies de mannequins.  Un autre paternoster est toujours en fonctionnement dans les bureaux de la SNCB près de la gare de Bruxelles-Midi. 
Le bâtiment du conservatoire de Lausanne, dans le canton de Vaud, en Suisse, possède également un vieux paternoster, en tant que monument historique. Il n'est plus utilisé depuis la rénovation du bâtiment à la fin des années 1980. On en trouve encore un en fonction dans le grand magasin Manor, à Genève (réservé aux employés), ainsi que dans le magasin de vêtements Bayard dans le centre-ville de Berne. Un paternoster de 16 étages (26 cabines) inauguré en 1964 est toujours en service (2017) dans la tour de la société Firmenich à Genève.
Un paternoster est également (2015) en service dans le bâtiment des ŽSR, le gestionnaire de l'infrastructure ferroviaire slovaque, à Bratislava.
Un paternoster fonctionne (2017) encore dans le Grand Hôtel Amrâth (d) , au sein du Scheepvaarthuis à Amsterdam. Mais, il n'est plus accessible pour les usagers et on peut simplement le voir fonctionner au travers de parois de verre.
Au Royaume-Uni, un paternoster est en service à la bibliothèque de l'université de l'Essex et est accessible à l'usage du lundi au vendredi de 9 h à 16 h 30, et ce même avec la mise en service récente d'un ascenseur classique.

### L'avenir?
En avril 2006, Hitachi a annoncé la création d'un système d'ascenseur pour édifices à bureaux, inspiré du paternoster, avec des cabines contrôlées par ordinateur et des portes d’ascenseur standard pour atténuer les problèmes de sécurité. Un prototype a été révélé en février 2013 (Circulating Multi Car Elevator System).
Le principal inconvénient d'un ascenseur conventionnel est sa limitation à une seule cabine par cage d'ascenseur. Pour de hautes tours à bureaux, où il est nécessaire de transporter de grandes quantités de passagers, la seule solution est donc de multiplier les cages d'ascenseur, en empiétant sur l'espace au sol disponible, ce qui diminue l'intérêt de construire en hauteur. La caractéristique unique du paternoster de faire se translater les cabines en haut et en bas de leur parcours, permet de multiplier le nombre de cabines dans un encombrement au sol fixé, en fonction du nombre d'étages à desservir.
En 2016, la société allemande d'ascenseurs ThyssenKrupp Elevator a modernisé le principe du paternoster en apportant des équipements de sécurité dans son modèle Multi : technologie du moteur linéaire, sans câble, sans contrepoids, il circule en boucle, à la verticale mais aussi à l’horizontale, et réduit les temps d’attente à seulement 15 à 30 secondes. Ses cabines sont fermées et répondent à toutes les normes de sécurité actuelles,.

## Systèmes de stockage et archivage
Le principe du paternoster est appliqué à des dispositifs de rangement de documents ou de produits.
En particulier les pharmaciens utilisent souvent de tels systèmes dans lesquels des tiroirs de rangement évoluent en hauteur et leur mouvement est commandé par un système informatisé.

## Aspects techniques

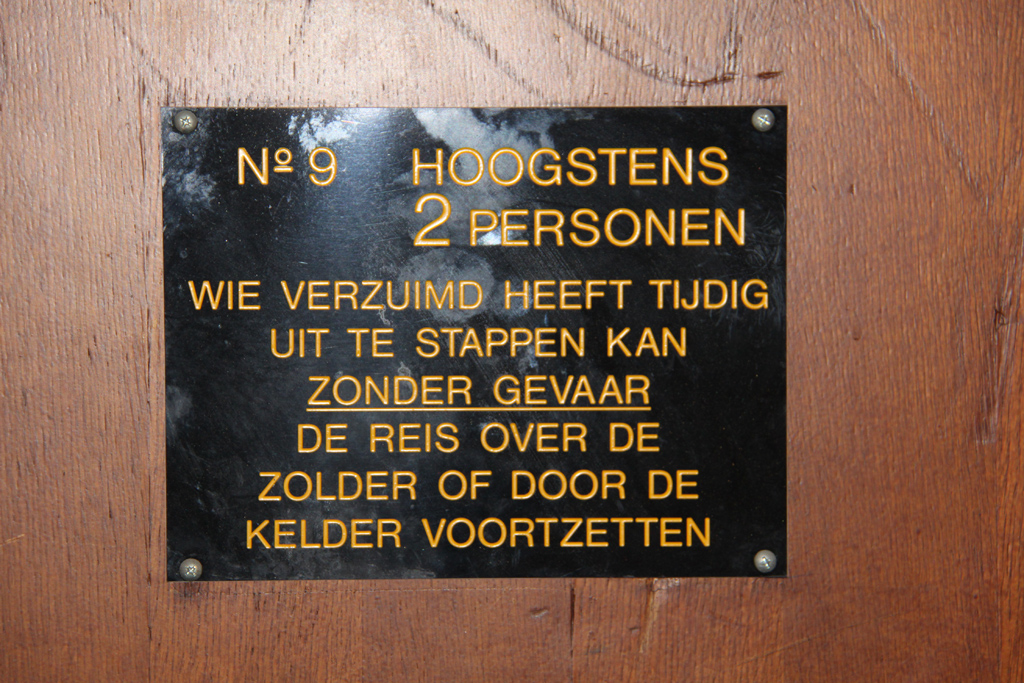
Avis dans une cabine de paternoster à Rotterdam, aux Pays-Bas : Maximum 2 personnes. Celui qui n'a pas eu l'occasion de sortir peut, sans danger, poursuivre le trajet par le grenier ou la cave.

Les cabines du paternoster ne se retournent jamais. Elles sont indépendantes les unes des autres, reliées à deux chaînes (en rouge et en vert sur le schéma ci-dessus) qui parcourent l'immeuble sur toute sa hauteur. Les chaînes sont disposées de façon que la cabine soit toujours verticale, soit l'une devant et l'autre derrière fixée aux deux arêtes opposées de la cabine. Arrivée en haut de l'immeuble, une cabine montante translate avant de redescendre.